# Bucherta lumbricoides
Bucherta lumbricoides är en ringmaskart som beskrevs av Rullier 1965. Bucherta lumbricoides ingår i släktet Bucherta och familjen Capitellidae. Inga underarter finns listade i Catalogue of Life.